# Glenn Burke
Glenn Lawrence Burke (16 de novembro de 1952 – 30 de maio de 1995) foi um jogador da American Major League Baseball (MLB) do Los Angeles Dodgers e do Oakland Athletics de 1976 a 1979. Ele foi o primeiro jogador da MLB a se assumir gay, anunciando isso em 1982, depois de se aposentar.
Embora ele acabasse por abraçar publicamente sua sexualidade, rumores e maus-tratos devido à especulação acabaram se revelando um fardo emocional, psicológico e profissional que ele não conseguia mais suportar; levando à sua aposentadoria da Major League Baseball depois de apenas quatro anos. afirmando: "Eles nunca podem dizer agora que um homem gay não pode jogar nas ligas principais, porque eu sou um homem gay e consegui."
Em outubro de 1977, Burke correu para o campo para parabenizar seu companheiro de equipe dos Dodgers, Dusty Baker, depois que Baker fez seu 30º home run; Burke ergueu a mão sobre a cabeça e Baker deu-lhe um tapa. Eles são amplamente creditados por terem inventado o high five.
Burke manteve-se ativo nos esportes depois de se aposentar do beisebol. Ele competiu nas Olimpíadas Gays de 1982, agora renomeadas como Jogos Gays, no atletismo, e em 1986 no basquete. Ele jogou por muitos anos na Liga Gay de Softball de São Francisco.
Ele morreu de causas relacionadas à AIDS em 30 de maio de 1995. Em agosto de 2013, Burke estava entre a primeira turma de indicados ao National Gay and Lesbian Sports Hall of Fame. Burke foi introduzido no Santuário dos Eternos do Relicário de Beisebol em 2015.

## Início da carreira atlética
Burke era uma estrela do basquete do ensino médio, levando os Berkeley High School Yellow Jackets a uma temporada invicta e ao campeonato do norte da Califórnia em 1970. Burke conseguia enterrar uma bola de basquete com as duas mãos, um feito raro para qualquer pessoa com menos de um metro e oitenta de altura. Ele foi votado para a equipe do torneio no Torneio dos Campeões (TOC) e recebeu o Prêmio MVP do Norte da Califórnia. Burke foi nomeado Jogador de Basquete do Ano no Ensino Médio do Norte da Califórnia em 1970.
Burke recebeu uma bolsa de estudos para a Universidade de Denver em 1970, mas depois de alguns meses lá voltou para casa, em Oakland. Ele então se matriculou no Merritt College e jogou em seu time de beisebol. O Los Angeles Dodgers recrutou Burke para começar a jogar em seu sistema de ligas menores em 1971.

## Carreira na Major League
No início de sua carreira, um assistente técnico o descreveu como o próximo Willie Mays. Burke foi uma estrela altamente observada no sistema da liga menor do Los Angeles Dodgers antes de ser convocado para o clube da liga principal.
Como gay, a associação de Burke com os Dodgers foi difícil. De acordo com sua autobiografia de 1995, Out at Home, o gerente geral dos Dodgers, Al Campanis, ofereceu-se para pagar por uma luxuosa lua de mel se Burke concordasse em se casar. Burke recusou-se a fazê-lo, e teria respondido "a uma mulher?" Ele também irritou o empresário dos Dodgers, Tommy Lasorda, ao fazer amizade com o filho gay do empresário, Tommy Lasorda, Jr. Lasorda contestou isso, mas disse que não entendeu o comportamento de Burke na época: "Por que ele não se assumiria? Por que manter isso dentro de casa? Glenn tinha muito talento. Ele poderia ter sido um excelente jogador de basquete ou beisebol. Ele com certeza era bom no clube. O que aconteceu? Não sei o que aconteceu. Ele simplesmente não estava feliz aqui?" Os Dodgers eventualmente negociaram Burke com o Oakland Athletics por Billy North, alegando que precisavam de um jogador experiente que "pudesse contribuir imediatamente". A troca era impopular entre os jogadores dos Dodgers, com o companheiro de equipe Davey Lopes comentando: "Ele era a vida do time, nos ônibus, na sede do clube, em todos os lugares."
Em Oakland, Burke teve pouco tempo de jogo nas temporadas de 1978 e 1979. Burke sofreu discriminação por parte dos outros jogadores, com alguns companheiros evitando tomar banho com Burke, e da direção do Atletismo. No documentário Out: The Glenn Burke Story de 2010, Claudell Washington relatou como o recém-empossado técnico de 1980, Billy Martin, apresentou Burke aos novos companheiros de equipe, afirmando "Ah, a propósito, este é Glenn Burke e ele é um viado." Em 1980, durante o treinamento de primavera, Burke sofreu uma lesão no joelho. Billy Martin usou esta lesão como uma oportunidade para transferir Burke para um time da liga secundária em Utah pelo resto da temporada, encerrando seu contrato antes do final da temporada.
Em suas quatro temporadas e 225 jogos nos campeonatos principais jogando pelos Dodgers e Athletics, Burke teve 523 rebatidas, rebatidas de 0,237 com dois home runs, 38 RBIs e 35 bases roubadas.

### Sexualidade
Burke disse: "Em 1978, acho que todo mundo sabia", e ele tinha "certeza de que seus companheiros não se importavam". O ex-capitão do time dos Dodgers, Davey Lopes, disse: "Ninguém se importava com seu estilo de vida." Burke disse ao The New York Times: "O preconceito me tirou do beisebol mais cedo do que deveria. Mas eu não estava mudando." Ele escreveu em sua autobiografia que "o preconceito simplesmente venceu". Burke deixou o esporte profissional aos 27 anos. Ele disse à revista People em 1994 que sua "missão como jogador gay era quebrar um estereótipo" e que ele achava que "funcionou".

### O high five
Em 2 de outubro de 1977, Burke correu para o campo para parabenizar seu companheiro de equipe dos Dodgers, Dusty Baker, depois que Baker fez seu 30º home run no último jogo da temporada regular. Burke ergueu a mão sobre a cabeça enquanto Baker corria da terceira base para casa. Sem saber o que fazer com a mão erguida, Baker deu-lhe um tapa. Eles foram creditados com a invenção do high five, um evento detalhado no filme da ESPN 30 for 30 The High Five, dirigido por Michael Jacobs. O high five agora é onipresente. Depois de se aposentar do beisebol, Burke usou o high five com outros residentes LGBTQ do distrito de Castro, em São Francisco, onde se tornou um símbolo de orgulho e identificação gay.

## Vida após a Major League Baseball e legado
Burke continuou seus esforços atléticos depois de se aposentar do beisebol. Ele ganhou medalhas nas corridas de 100 e 200 metros nos primeiros Jogos Gays em 1982 e competiu nos Jogos Gays de 1986 no basquete. Seu número de camisa na Berkeley High School foi aposentado em sua homenagem. Burke jogou por muitos anos na SFGSL (San Francisco Gay Softball League), jogando na terceira base dos Uncle Bert's Bombers.
Um artigo publicado na revista Inside Sports em 1982 tornou pública a homossexualidade de Burke. Embora tenha permanecido ativo em competições amadoras, Burke recorreu às drogas para preencher o vazio em sua vida quando sua carreira terminou. O vício em cocaína o destruiu tanto física quanto financeiramente. Em 1987, sua perna e seu pé foram esmagados quando ele foi atropelado por um carro em São Francisco. Após o acidente, sua vida entrou em declínio físico e financeiro. Ele foi detido e encarcerado por drogas e viveu nas ruas de São Francisco por vários anos, muitas vezes no mesmo bairro que o acolheu. Ele passou seus últimos meses com sua irmã em Oakland. Ele morreu em 30 de maio de 1995, de complicações de AIDS no Fairmont Hospital em San Leandro, Califórnia, aos 42 anos. Ele foi enterrado no Cemitério de Mountain View em Oakland, Califórnia.
Quando a notícia de sua batalha contra a AIDS se tornou de conhecimento público em 1994, a organização Oakland Athletics ajudou a apoiá-lo financeiramente. Em entrevistas concedidas enquanto lutava contra a AIDS, ele expressou poucos ressentimentos e apenas um grande arrependimento - nunca ter tido a oportunidade de seguir uma segunda carreira esportiva profissional no basquete.
Em 1999, o jogador da Major League Baseball Bill Bean revelou sua homossexualidade, tornando-se apenas o segundo jogador da Major League a fazê-lo. Ao contrário de Burke, que se assumiu para os companheiros de equipe enquanto ainda era um jogador ativo, Bean se revelou quatro anos após sua aposentadoria em 1995, ano em que Burke morreu.
Em 2 de agosto de 2013, Burke estava entre a primeira turma de indicados ao National Gay and Lesbian Sports Hall of Fame.
Em julho de 2014, a Major League Baseball anunciou planos para homenagear Burke no All-Star Game de 2014, em Minneapolis, fazendo isso como parte de uma coletiva de imprensa antes do jogo em 15 de julho de 2014. A transmissão da Fox nos Estados Unidos não mencionou Burke.
Em 17 de junho de 2015, o Oakland Athletics homenageou Burke como parte da Noite do Orgulho do Atletismo. O irmão de Burke, Sydney, lançou o primeiro arremesso cerimonial do jogo. Em 4 de junho de 2021, o Atletismo renomeou sua Noite do Orgulho anual em homenagem a Burke, com a primeira Noite do Orgulho rebatizada de Glenn Burke a ser realizada uma semana depois, em 11 de junho.
Burke foi introduzido no Santuário dos Eternos do Relicário de Beisebol em 2015.